# میز کارل

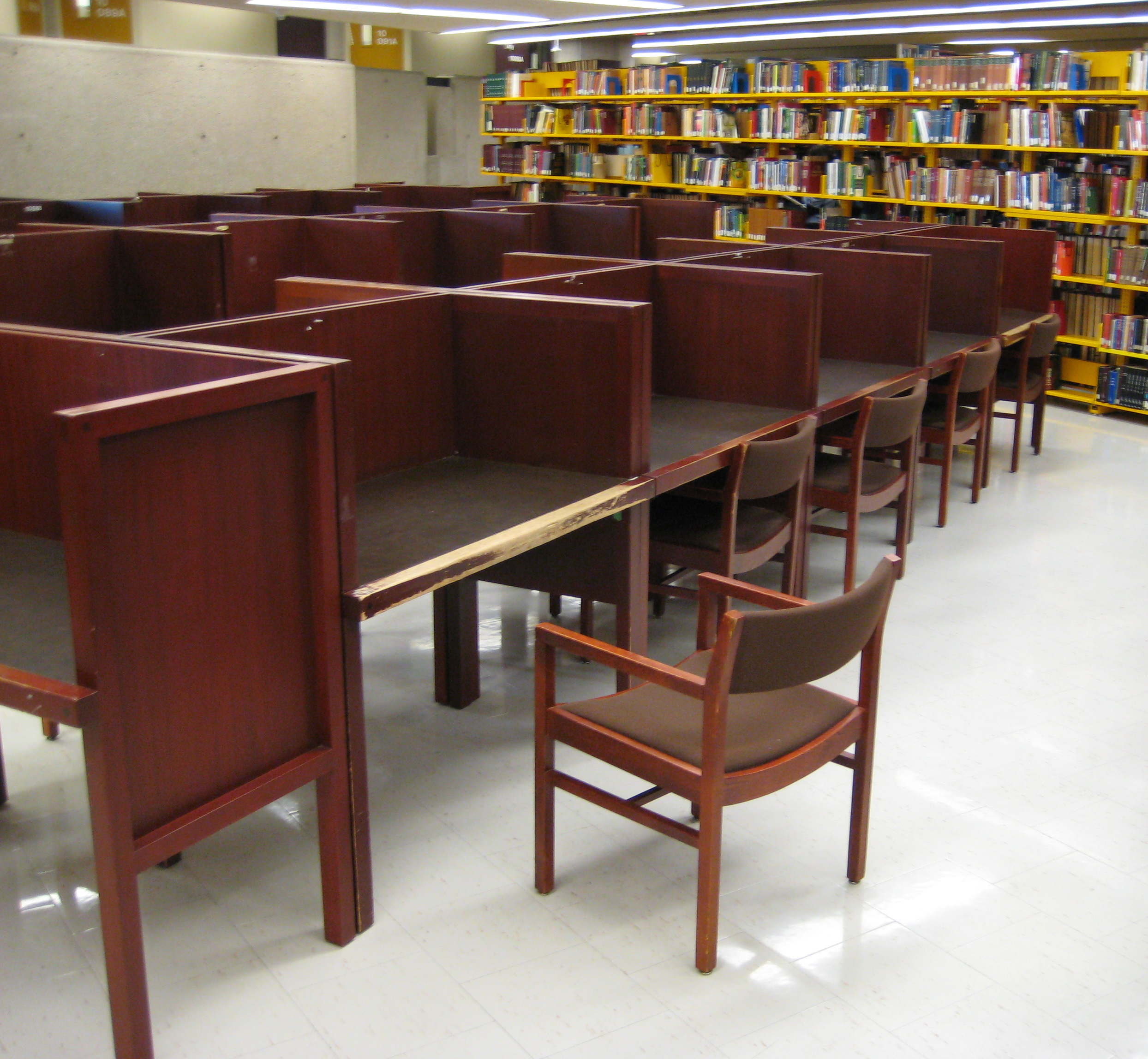
مجموعه‌ای از میزهای مطالعهٔ کارل در یک کتابخانه.

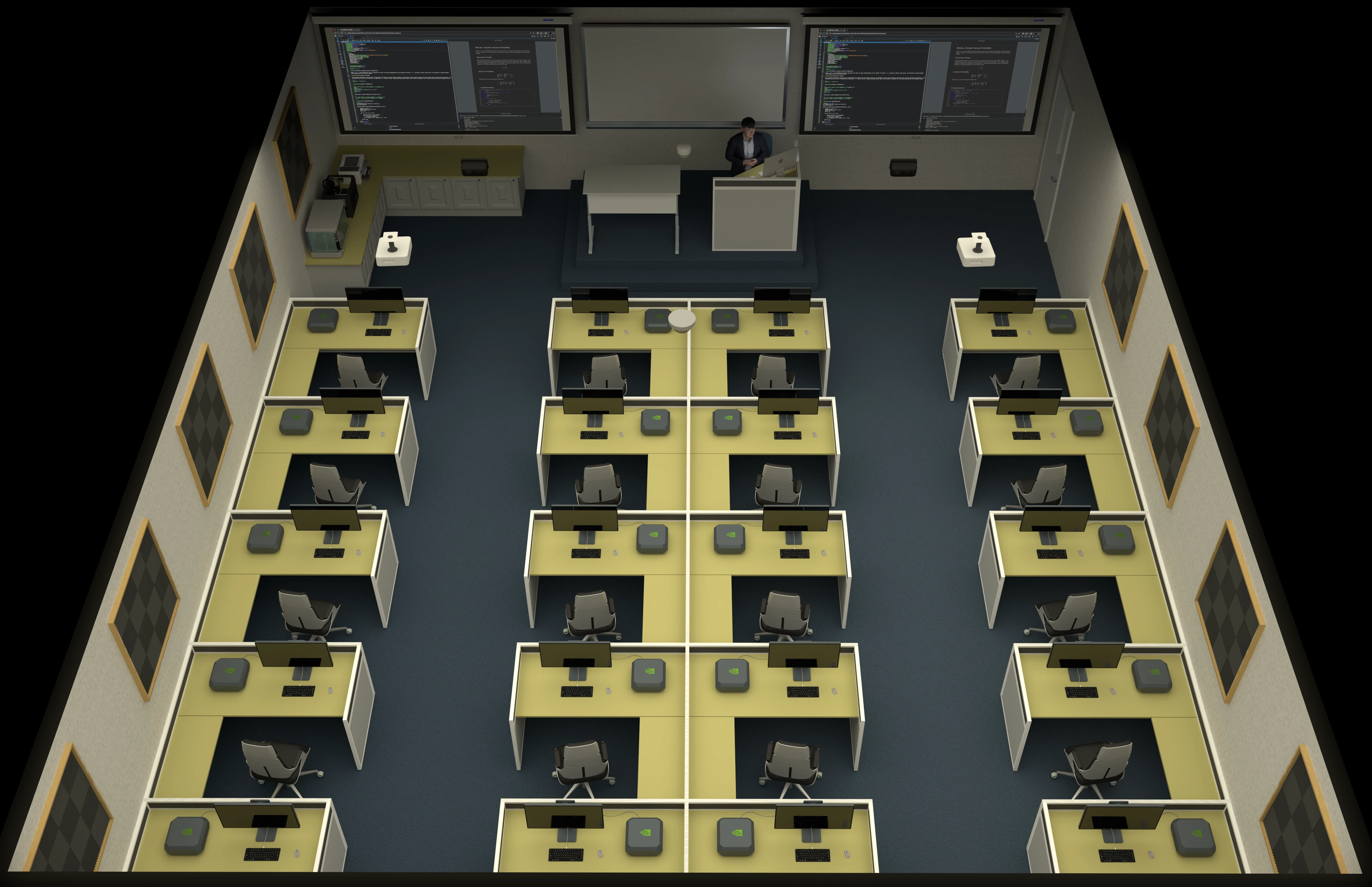
طرح سه‌بعدی کلاس درس کارل دیجیتال

میز کارل (به انگلیسی: Carrel Desk)، یک میز است که اغلب در کتابخانه‌ها یافت می‌شود و دارای پارتیشن‌هایی در پشت و کناره‌ها برای حفظ حریم شخصی است.

## توضیحات
میز کارل به ویژه در کتابخانه‌های دانشگاهی رایج است. گاهی اوقات صندلی با میز کارل یکپارچه می‌شود. آن‌ها همچنین ممکن است قفسه، روشنایی داخلی، پریزهای برق یا پورت‌های اترنت داشته باشند. برخلاف میز کیوبیکل، میزهای کارل معمولاً فاقد کشو فایل یا سایر امکانات هستند. آن‌ها به گونه‌ای طراحی شده‌اند که به تنهایی، با یا بدون اضلاع یا دیوارهای مشترک بایستند یا در کنار هم قرار گیرند.
کلمهٔ کارل (Carrel) ممکن است به یک «اتاق مطالعه» کوچک و مجزا در کتابخانه‌های عمومی و محوطهٔ دانشگاه نیز اشاره داشته باشد. اتاق ممکن است دارای یک در قابل قفل باشد که در صورت درخواست به کاربر کلید داده می‌شود. کارل‌ها معمولاً حاوی یک میز (الزاماً مانند آنچه در بالا توضیح داده شده نیست)، قفسه‌بندی و یک چراغ هستند.

## ریشه‌ها
کارل‌ها در صومعه‌ها به وجود آمدند تا از صدای ناهنجار راهبانی که در اتاق‌هایشان با صدای بلند می‌خواندند، جلوگیری کنند. کارل‌ها برای اولین بار در سدهٔ سیزدهم میلادی در کلیسای وست‌مینستر لندن، در سمت گارث از نورث واک ثبت شده‌اند، اگرچه احتمالاً از اواخر سدهٔ دوازدهم میلادی وجود داشته‌اند.